# Galería Jardín

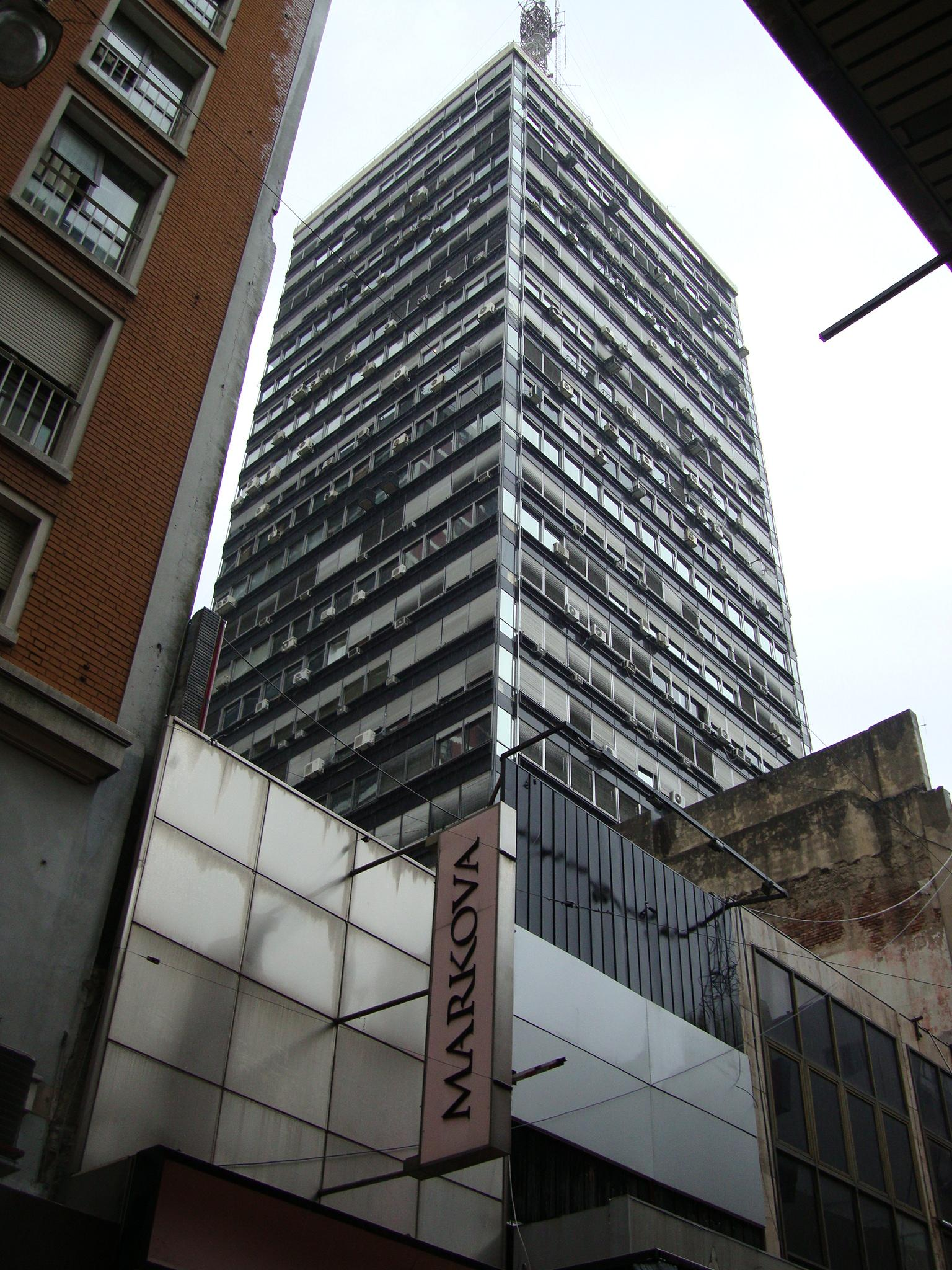
La Torre Florida (oficinas).

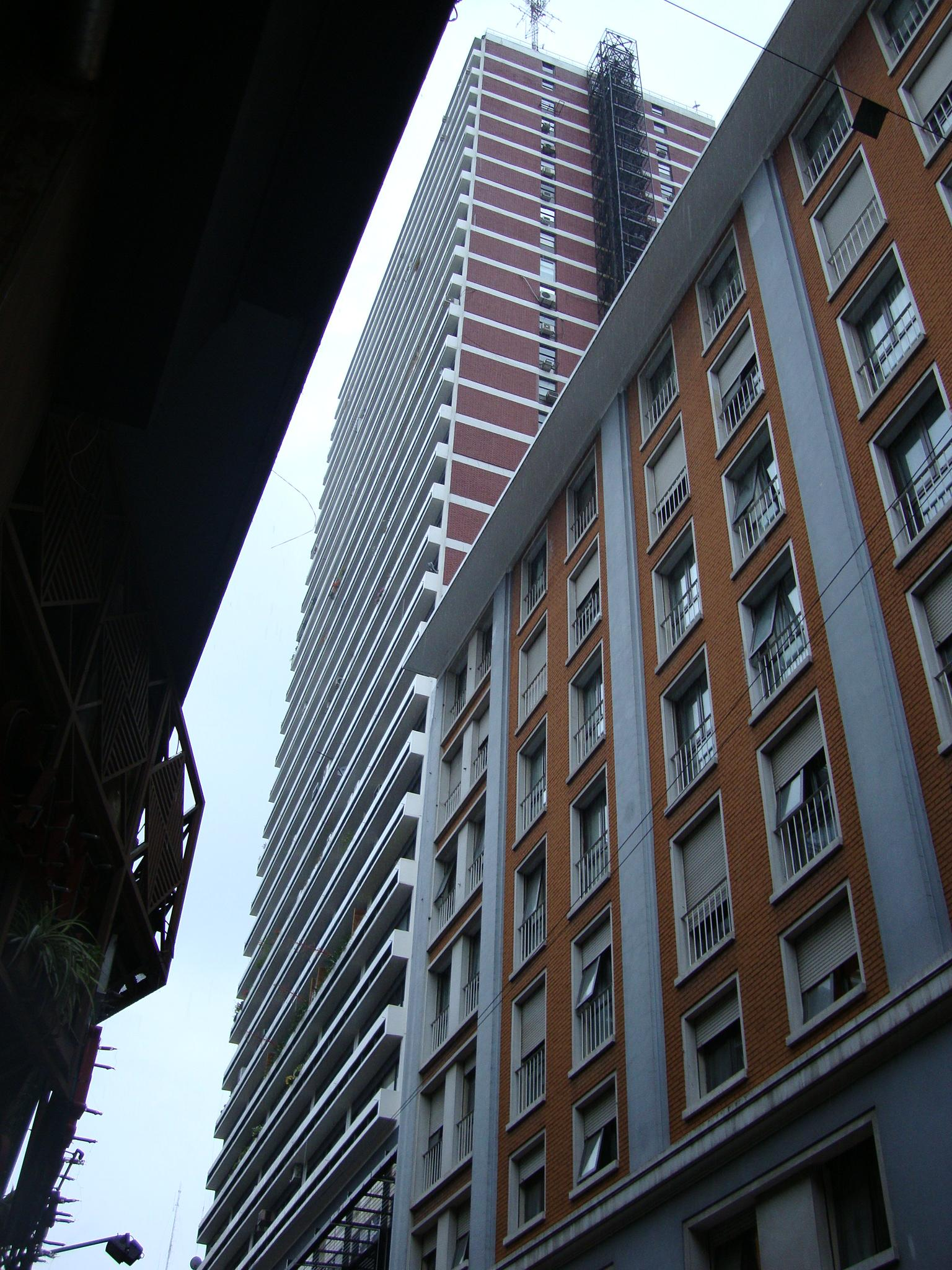
La Torre Tucumán (viviendas).

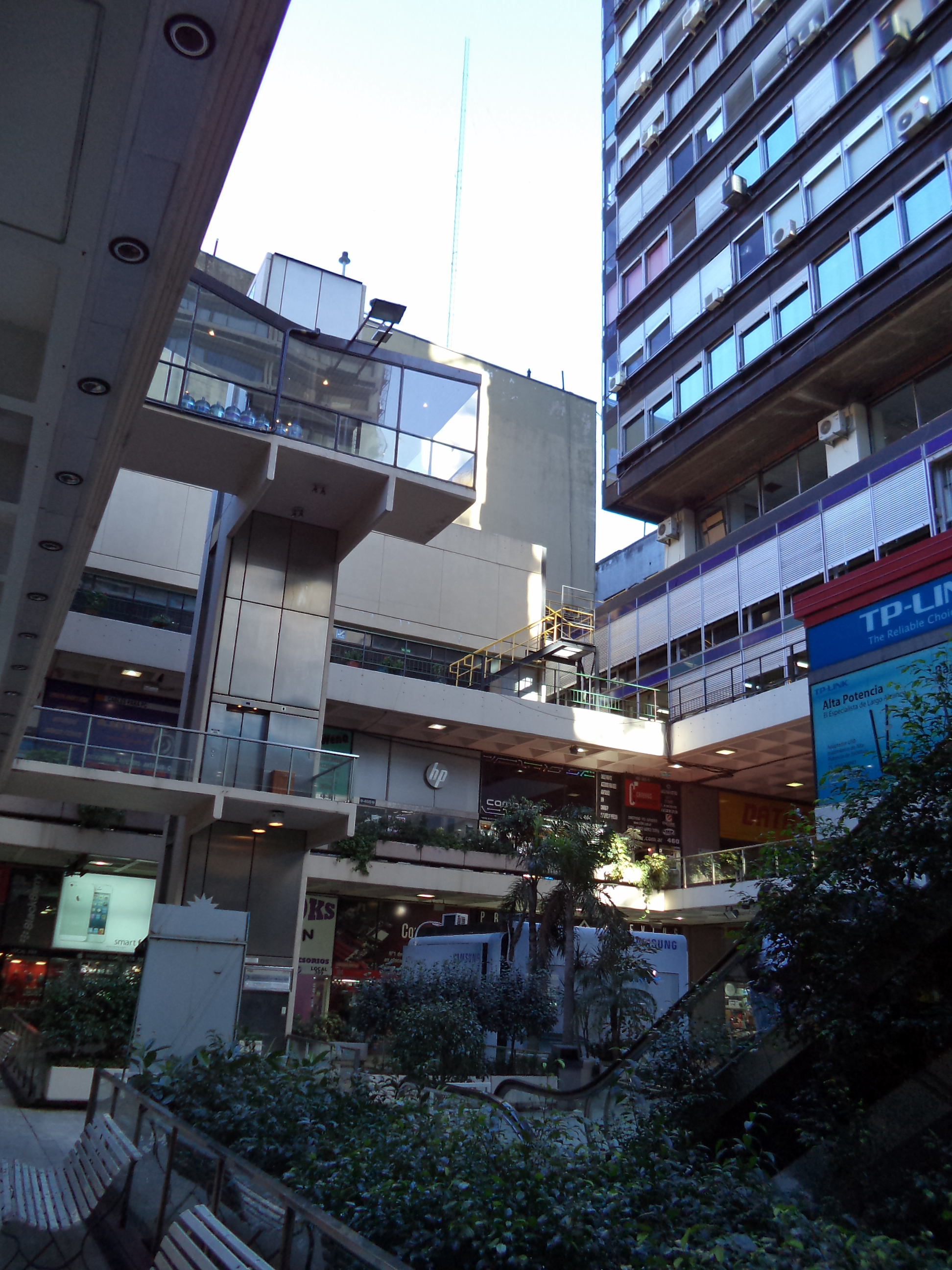
Patio interior y columna con ascensor.

Galería Jardín es uno de los centros comerciales más importantes y tradicionales de Buenos Aires, Argentina. Se encuentra en la calle Florida 559, la peatonal más importante de la ciudad. 
La Galería Jardín se caracteriza por tener una amplia oferta de locales dedicados a la venta de equipos e insumos informáticos. Además, en la zona de entrada de la galería cuenta con tiendas que ofrecen productos tradicionales argentinos, debido a la cantidad de turistas que circulan por la zona.
El centro posee una gran cantidad de plantas y canteros, que le dan el nombre a la galería.

## Historia
En el terreno sobre la calle Florida que hoy ocupa la Galería Jardín se había levantado en 1897 el edificio del Jockey Club porteño, club social de importancia que reunía a las familias de la aristocracia argentina, y dentro de estas a algunas de las personalidades políticas más importantes de la Generación del 80. Aquel edificio fue víctima de un incendio en 1953, y quedó destruido en su totalidad.
En las década de 1950 la figura de las galerías tomó un nuevo protagonismo en la arquitectura y el comercio de Buenos Aires. En 1948 había sido sancionada la Ley de Propiedad Horizontal, permitiendo la construcción de una gran cantidad de edificios y torres para una gran cantidad de propietarios. 
En 1963 el concurso de proyectos para construir en donde se encontraba el Jockey Club un complejo de torres y galería comercial fue ganado por Mario Roberto Álvarez, sin embargo comenzó a levantarse recién en 1973. El proyecto perteneció al estudio de Mario Roberto Álvarez y Asociados y contempló una galería comercial, basamento con oficinas y 2 torres de viviendas u oficinas.
La galería se inauguró en 1976, aunque las oficinas y las dos torres se construyeron por etapas en los años siguientes. La concepción de galería comercial, como una calle interior que corta una cuadra, se mantuvo invariable hasta que en la década de los 70 se modificó ese diseño con la aparición de las galerías Jardín.

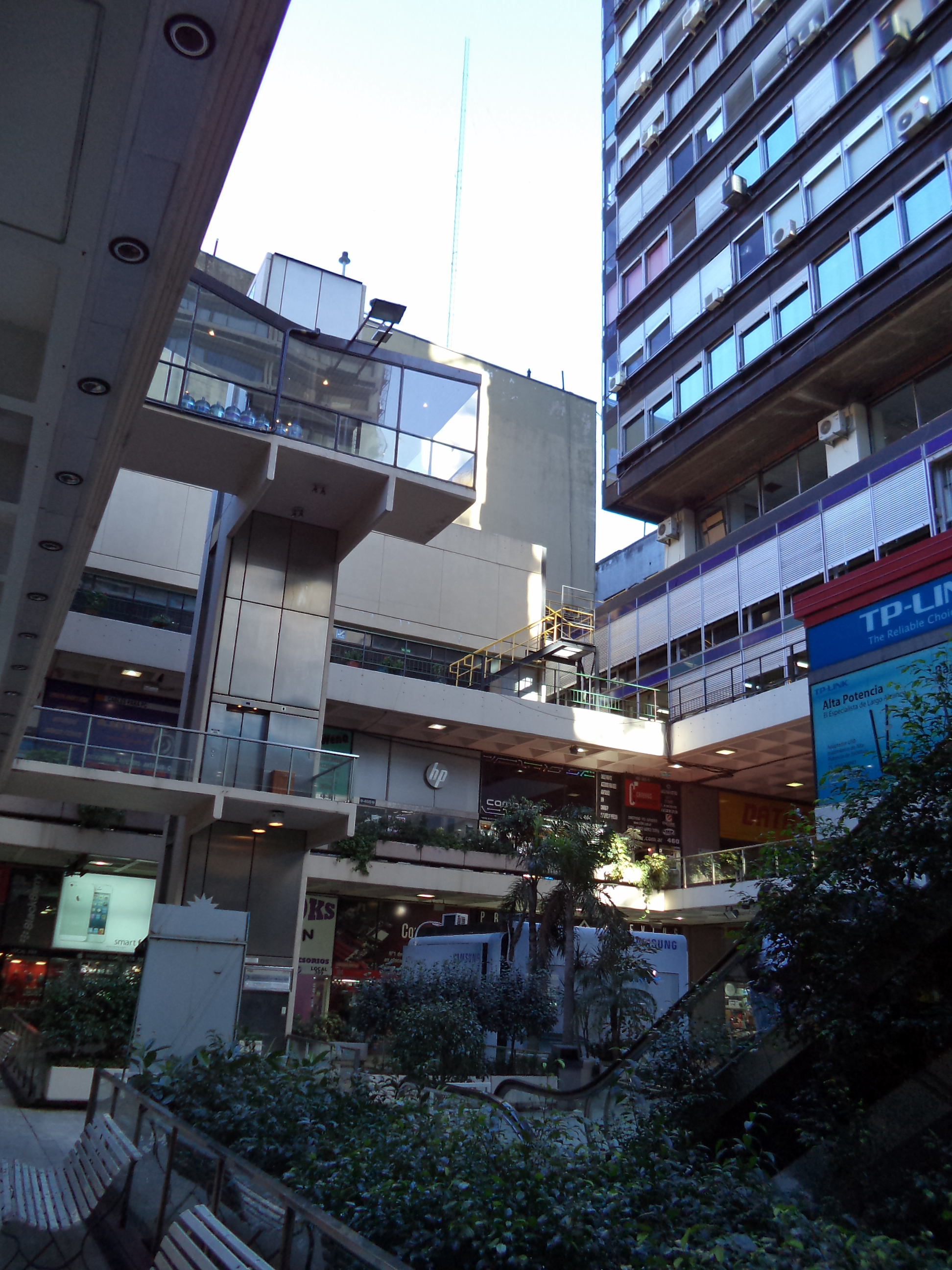
Galería Jardín, con sus pasarelas y escaleras.

Los pisos 2, 3 y 4 del basamento común a todo el conjunto fueron destinados definitivamente a oficinas.
La Torre Florida estuvo destinada a oficinas, con 23 pisos. Fue construida por la empresa MORAVIA S.A., con una superficie cubierta total de 15.168, 68 m², y se terminó en 1978. La Torre Tucumán fue destinada a viviendas, con 80 departamentos distribuidos entre sus pisos 4 y 24, y se terminó hacia 1984.